# Semisonic
I Semisonic sono un gruppo alt rock statunitense, formatosi a Minneapolis nel 1995, principalmente noti per il successo del loro singolo Closing Time del 1998.

## Storia del gruppo
Nel 1995, dopo lo scioglimento dei Trip Shakespeare, Dan Wilson e John Munson, insieme al batterista Jacob Jake Slichter, formano i Semisonic. In quell'anno, viene pubblicato un EP, Pleasure, per l'etichetta indipendente CherryDisc, a cui fa seguito il primo album, Great Divide, pubblicato dalla MCA nel 1996. Il trio raggiunge la grande ribalta due anni più tardi, nel 1998, con l'uscita del secondo album, Feeling Strangely Fine che, grazie al grande successo del brano Closing Time, raggiunge la Top 50 statunitense. Nello stesso anno, una registrazione live di Closing Time viene inserita nell'album benefico Live in the X Lounge.
Al successo internazionale del gruppo contribuisce un altro brano dell'album, Secret Smile, che nell'estate del 1999 diventa rapidamente uno dei pezzi più programmati dalle radio britanniche, al punto da raggiungere il 13º posto nella classifica britannica dei singoli. Agli inizi del 2001, il gruppo pubblica il terzo album, All About Chemistry. Il singolo Chemistry ottiene buoni risultati in Europa; al contrario, l'album non riscuote altrettanto successo in patria. Una canzone dell'album, Over My Head, viene inserita nella colonna sonora del film Il sogno di un'estate e i Semisonic cavalcano l'onda del successo europeo con una serie di concerti nel Regno Unito. Nell'autunno del 2001, i Semisonic partecipano al CD tributo per Paul McCartney, Listen to What the Man Said, con una cover di Jet, classico dei Wings.
L'ultimo lavoro dei Semisonic, pubblicato nel 2003, è One Night at First Avenue, primo live del gruppo, registrato durante il concerto tenuto nel famoso locale di Minneapolis, nel giugno del 2002. Il 14 luglio 2006, per la prima volta dopo anni di silenzio, il gruppo si è esibito dal vivo al Minneapolis Aquatennial. Il gruppo non si è mai ufficialmente sciolto, ma ha interrotto qualsiasi attività fino al 18 settembre 2020, data di uscita del loro nuovo EP You're not alone.

## Formazione
- Dan Wilson - voce e chitarra (1995-)
- John Munson - voce, basso e tastiere (1995-)
- Jacob Slichter - batteria, percussioni e tastiere (1995-)

## Discografia

### Album in studio
- 1996 - Great Divide
- 1998 - Feeling Strangely Fine
- 2001 - All About Chemistry
- 2023 - Little Bit of Sun

### Album dal vivo
- 2003 - One Night at First Avenue

### EP
- 1995 - Pleasure EP
- 1998 - Closing Time
- 2001 - Chemistry
- 2001 - Get a Grip
- 2020 - You're not Alone

### Singoli
- 1998 - Singing in My Sleep
- 1999 - Secret Smile
- 2000 - Singing in My Sleep, Pt. 1
- 2000 - Singing in My Sleep, Pt. 2
- 2000 - Closing Time, Pt. 1
- 2000 - Closing Time, Pt. 2
- 2000 - Secret Smile, Pt. 1
- 2000 - Secret Smile, Pt. 2

## Progetti paralleli
Durante gli anni di pausa i tre membri hanno iniziato a dedicarsi a progetti personali.
Wilson porta avanti alcuni progetti da solista. Il 16 ottobre 2007 ha pubblicato Free life, album che include collaborazioni con molti artisti, tra cui Sheryl Crow, Sean Watkins dei Nickel Creek e Benmont Tench.
Nel 2001 Munson si unisce a Matt Wilson, ex leader dei Trip Shakespeare, nonché fratello di Dan, per formare un progetto parallelo, The Flops. L'esperienza si è conclusa nel 2005. Nella tarda primavera del 2005 Munson forma un nuovo trio, The New Standards, insieme a Chan Poling (The Suburbs) e Steve Roehm.
Nel 2004 Slichter pubblica il libro So You Wanna Be a Rock & Roll Star (ISBN 0-7679-1470-8), in cui il musicista racconta le esperienze vissute dal gruppo durante i tour, nel tentativo di ottenere passaggi radiofonici sulle emittenti statunitensi.

## Colonne sonore
Alcune canzoni dei Semisonic sono state incluse nelle colonne sonore di film.
- 1996 - Spy (The Long Kiss Goodnight) di Renny Harlin con la canzone F.N.T.
- 1999 - 10 cose che odio di te (10 Things I Hate About You) di Gil Junger con la canzone F.N.T.
- 1999 - Mai stata baciata (Never Been Kissed) di Raja Gosnell con la canzone Never You Mind.
- 1999 - American Pie (American Pie) di Paul e Chris Weitz con la canzone Good Morning Baby, cantata da Dan Wilson e Bic Runga.
- 1999 - Gioco d'amore (For Love of the Game) di Sam Raimi con la canzone inedita For the Love of the Game.
- 2001 - Il sogno di un'estate (Summer Catch) di Michael Tollin con la canzone Over My Head.
- 2002 - 40 giorni & 40 notti (40 Days & 40 Nights) di Michael Lehmann con la canzone Chemistry.
- 2007 - Il mattino ha l'oro in bocca di Francesco Patierno con la canzone Closing time.
- 2011 - Amici di letto (Friends with Benefits) di Will Gluck con la canzone Closing time.
- 2012 - American Pie: ancora insieme (American Reunion) di Jon Hurwitz e Hayden Schlossberg con la canzone Closing time.